# Najmeh Zali Torojeni
Najmeh Zali Torojeni (persisch نجمه زالی تروجنی; * 17. März 1995) ist eine iranische Grasskiläuferin. Sie nahm 2012 erstmals an Weltcuprennen teil.

## Karriere
Nachdem Zali Torojeni im Winter 2011/2012 an Junioren- und FIS-Rennen im Alpinen Skisport teilgenommen hatte, startete sie in der Saison 2012 erstmals im Grasski-Weltcup. Sie nahm nur an den drei Weltcuprennen in Dizin in ihrem Heimatland teil und belegte zwei sechste Plätze im Riesenslalom und im ersten der beiden Super-G sowie den siebten Rang im zweiten Super-G. Im Gesamtweltcup kam sie damit auf Rang 17.

## Erfolge

### Weltcup
- 2012: Super-G: Platz 6 und 7; Riesenslalom: Platz 6